# Steinar Reiten

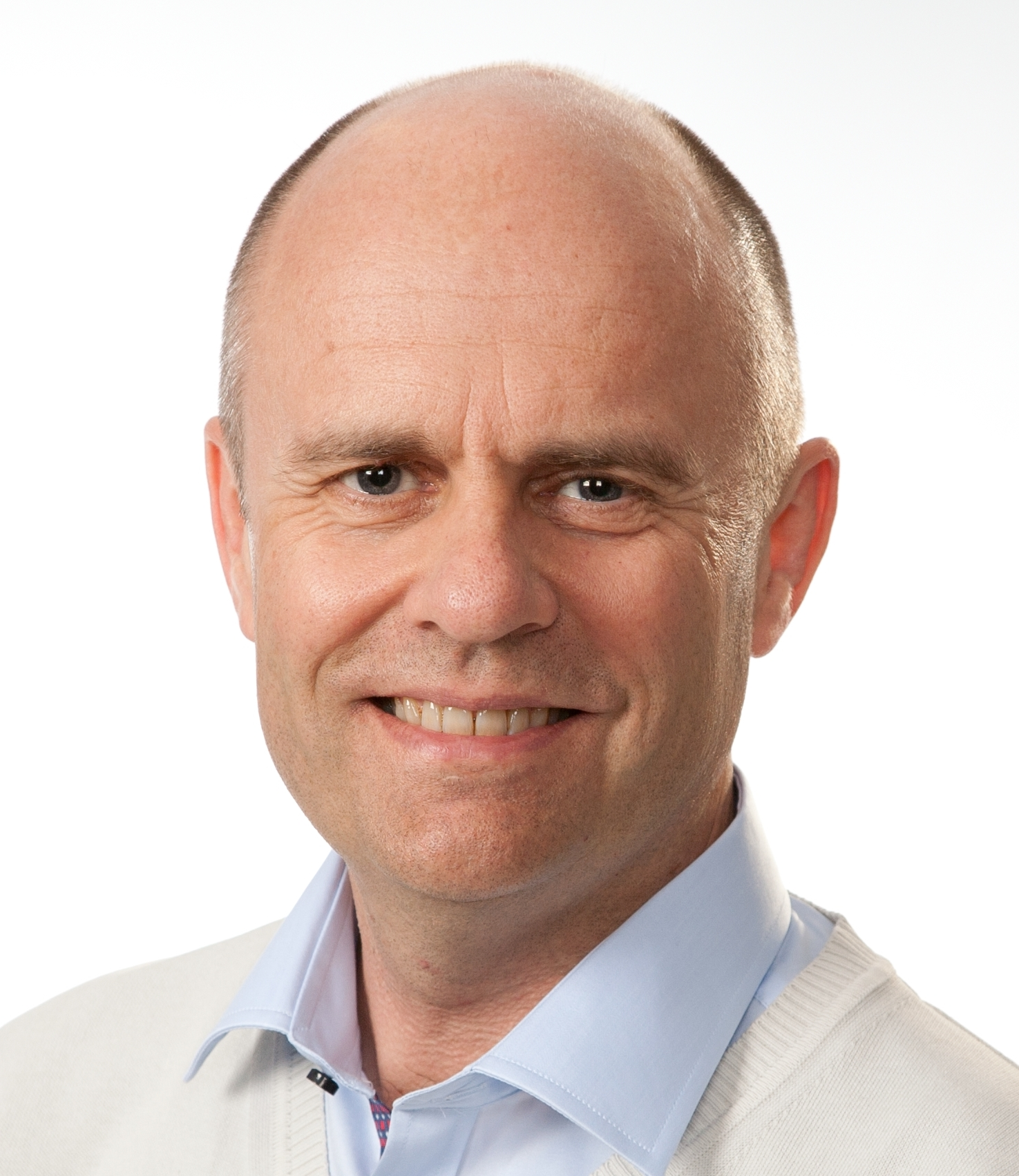
Steinar Reiten, 2013

Steinar Reiten (* 10. Mai 1963) ist ein norwegischer Politiker der christdemokratischen Kristelig Folkeparti (KrF). Von 2017 bis 2021 war er Abgeordneter im Storting.

## Leben
Reiten studierte Lehramt in Volda und er arbeitete als Lehrer in der Kommune Averøy. Dort gehörte er ab 2011 dem Kommunalparlament an. Zudem wurde er Mitglied im Fylkesting der Provinz Møre og Romsdal.
Bei der Parlamentswahl 2017 zog Reiten erstmals in das norwegische Nationalparlament Storting ein. Bereits bei den Wahlen in den Jahren 2001, 2009 und 2013 war er angetreten, ohne einen Sitz zu erhalten. Er kam in dieser Zeit allerdings als sogenannter Vararepresentant, also als Ersatzabgeordneter, zum Einsatz. Im Parlament vertrat er den Wahlkreis Møre og Romsdal und wurde Mitglied im Wirtschaftsausschuss. Im Januar 2020 gab er bekannt, bei der Stortingswahl 2021 nicht erneut kandidieren zu wollen. In der Folge schied er im Herbst 2021 aus dem Parlament aus.